# Vltava (odrůda jablek)
Vltava (Malus domestica 'Vltava') je ovocný strom, kultivar druhu jabloň domácí z čeledi růžovitých. Plody jsou řazeny mezi odrůdy zimních jablek, sklízí se v září, dozrává v říjnu, skladovatelné jsou do ledna. Odrůdu je možné pěstovat bez chemické ochrany.

## Historie

### Původ
Byla vyšlechtěna v ČR. Odrůda vznikla zkřížením odrůd 'Prima' a 'Rubín'.

## Vlastnosti

### Růst
Růst odrůdy je bujný. Koruna během vegetace silně zahušťuje. Řez je nezbytný, zejména letní řez. Plodonosný obrost je na krátkém i dlouhém dřevě, je třeba probírky plůdků.

## Plodnost
Plodí záhy, průměrně a při probírce plůdků pravidelná.

## Plod
Plod je soudkovitý, velký. Slupka hladká, žluté zbarvení je překryté červenou barvou s žíháním. Dužnina je krémová šťavnatá, se sladce navinulou chutí, velmi dobrá.

## Choroby a škůdci
Odrůda je rezistentní proti strupovitosti jabloní a středně odolná k padlí.

## Použití
Je vhodná ke skladování a přímému konzumu. Odrůdu lze použít do všech středních a teplých poloh.